# Dorum
Dorum is een plaats en voormalige  gemeente in de Duitse deelstaat Nedersaksen. Het is een door Friezen gestichte vissersplaats aan de Noordzee. De gemeente maakte tot 2015 deel uit van de samtgemeinde Land Wursten in het Landkreis Cuxhaven. 
Sinds 2015 is Dorum een van de dorpen in de nieuwe eenheidsgemeente Wurster Nordseeküste. Dorum is ook de hoofdzetel van het bestuur van deze gemeente; in Nordholz bevindt zich een dependance van het gemeentehuis.
Dorum ligt aan de spoorlijn Bremerhaven - Cuxhaven. Het station is een van de vier stations aan de lijn dat nog door passagierstreinen wordt bediend.
Het dorp ontstond in de middeleeuwen. De oudste schriftelijke vermelding dateert uit het jaar 1312 als Dornem (woonplaats nabij doornstruiken).  De dorpskern bestaat uit twee aaneengegroeide wierden, Dorum en Alsum. In de 11e eeuw ontstond hier de eerste winterdijk met de naam Niederstrich. Het dorp had een lokale rechtbank (Landgericht). Het in de 17e eeuw aanzienlijke marktdorp had van 1601 tot 1854 een Latijnse school.
Dorum werd in juli 1757 door een grote brand bijna geheel verwoest.
In 1831 werd in Dorum de aardrijkskundige Sophus Ruge geboren. Tot 2011 was Dorum officieel een badplaats. Nog steeds is in het 7 km ten noordwesten ervan gelegen Dorum-Neufeld een haventje aan de Waddenzee, voor zowel de garnalenvisserij als de pleziervaart gevestigd, en er zijn ook uitgebreide toeristische faciliteiten.

## Afbeeldingen

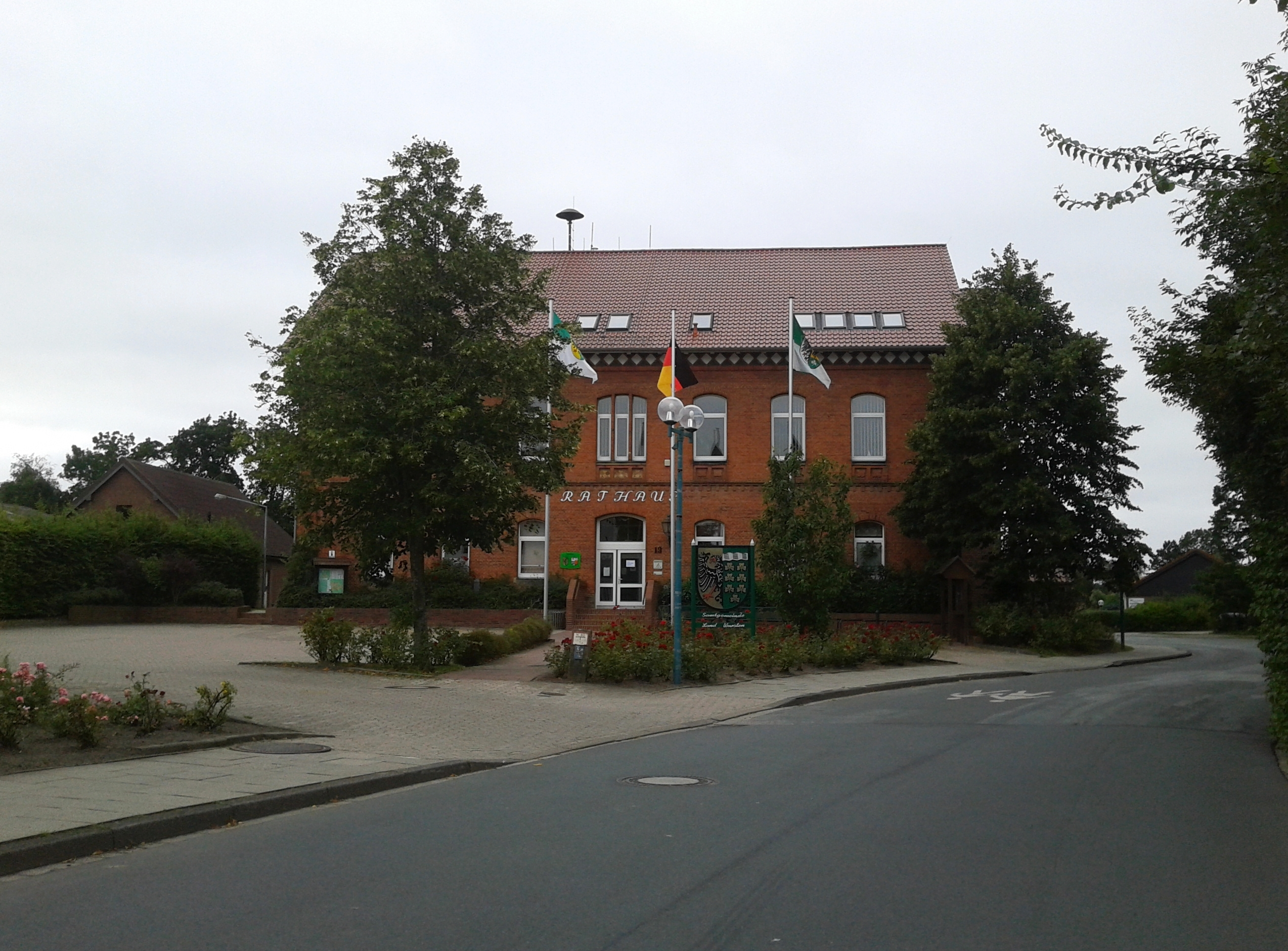
Gemeentehuis
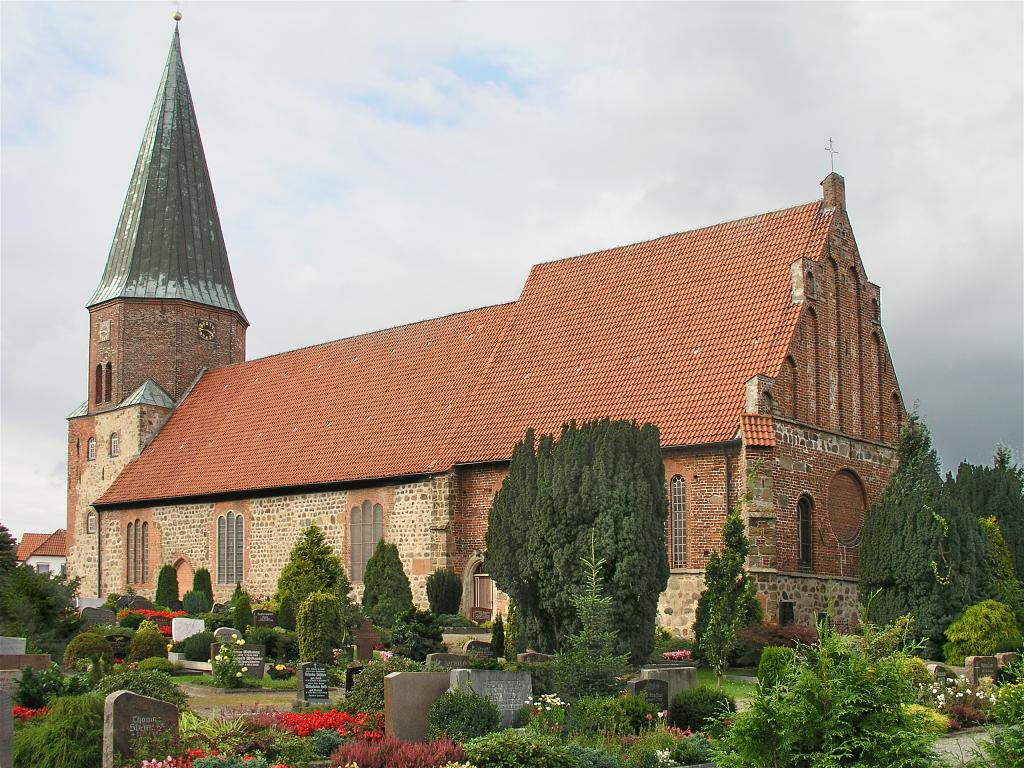
Sint-Urbanuskerk
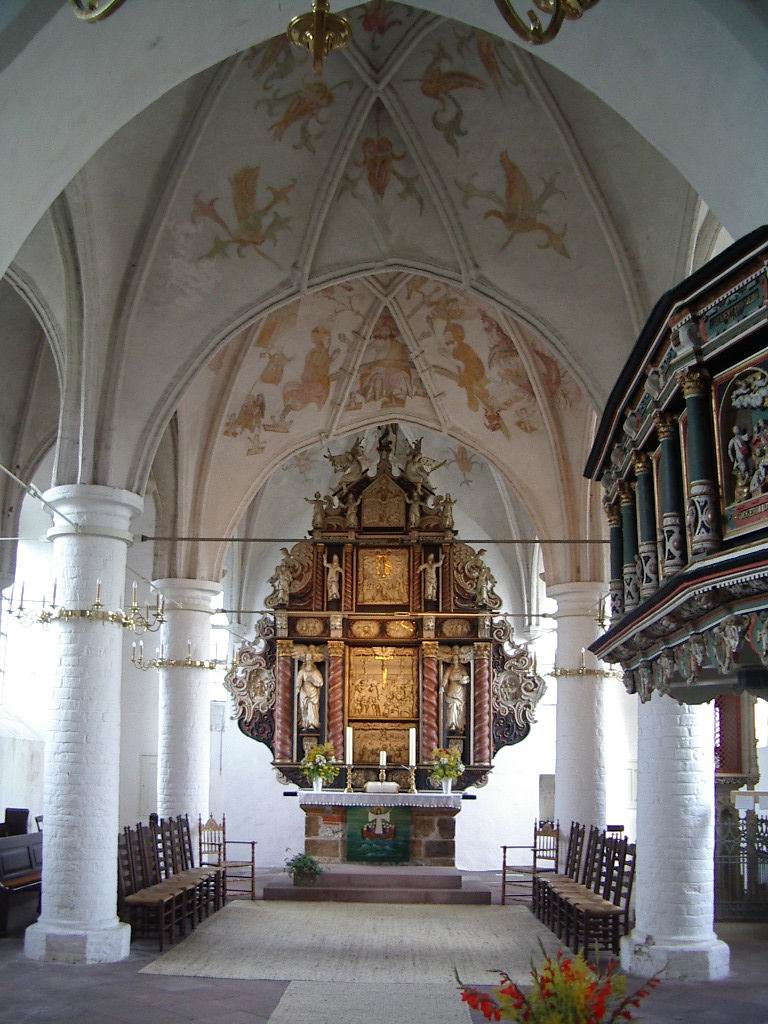
Altaar in dit kerkgebouw
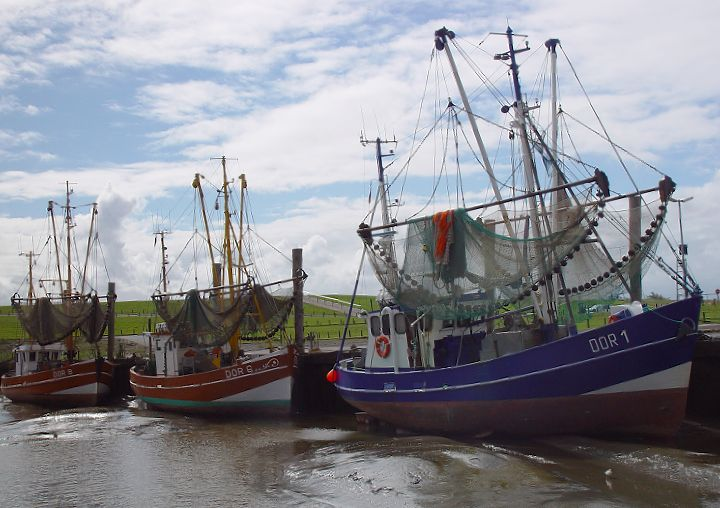
Garnalenkotters in de haven van Dorum

De uit ca. 1200 daterende, evangelisch-lutherse, Sint-Urbanuskerk heeft een bezienswaardig interieur. De orgelkast om het 20e-eeuwse kerkorgel dateert uit 1765.
Zie voor meer informatie onder Wurster Nordseeküste.
- Gemeinsame Normdatei: 4249989-6
- Virtual International Authority File: 243534197